# Lijst van oorlogsmonumenten in Gulpen-Wittem
De Nederlandse gemeente Gulpen-Wittem heeft 7 oorlogsmonumenten. Hieronder een overzicht.
| Nr.                             | Object                                                            | Herdachte groep                                                                        | Ontwerper                                       | Onthulling       | Type            | Locatie                            | Plaats     | Coördinaten                   | Foto                                                              |
| ------------------------------- | ----------------------------------------------------------------- | -------------------------------------------------------------------------------------- | ----------------------------------------------- | ---------------- | --------------- | ---------------------------------- | ---------- | ----------------------------- | ----------------------------------------------------------------- |
| 15                              | Bevrijdingsmonument                                               | algemeen                                                                               | H. Kessels                                      |                  | gedenksteen     | Baron van Thimusweg, 6287 AC       | Eys        | 50° 49' 30" NB, 5° 55' 52" OL | Meer afbeeldingen                                                 |
| 631                             | Verzetsmonument op de Eyserlinde                                  | militairen in dienst van het Ned. Kon. 1940-1945, burgerslachtoffers, verzet Nederland | pater G.L. Mathot C.s.s.R., ir. A.H.J. Swinkels | 3 mei 1951       | beeld/sculptuur | Wittemerweg, 6287 AA               | Wittem     | 50° 49' 18" NB, 5° 55' 23" OL | Meer afbeeldingen                                                 |
| 1766                            | Monument in het Schweibergerbos                                   | geallieerde militairen                                                                 | L. Peerboom                                     | 16 februari 1993 | kruis           | Schweibergerbosch                  | Wittem     | 50° 47' 42" NB, 5° 54' 20" OL | Meer afbeeldingen                                                 |
| 1767                            | Monument in het Wagelerbosch                                      | geallieerde militairen                                                                 |                                                 | 28 april 1994    | kruis           | Lookerheiweg, 6271 NX              | Gulpen     | 50° 47' 38" NB, 5° 53' 40" OL | Meer afbeeldingen                                                 |
| 1768                            | Monument voor Canadese Militairen                                 | geallieerde militairen                                                                 | H. Kessels                                      | 28 april 1994    | gedenksteen     | Cartilserveldweg                   | Cartils    | 50° 49' 14" NB, 5° 54' 54" OL | Meer afbeeldingen                                                 |
| 1769                            | Joods monument                                                    | vervolgden Nederland                                                                   | Appie Drielsma                                  | 4 mei 1989       | overig          | Kiewegracht/Beversbergweg, 6271 BX | Gulpen     | 50° 49' 8" NB, 5° 52' 54" OL  | Meer afbeeldingen                                                 |
| 2284                            | Monument voor Geallieerde Militairen                              | geallieerde militairen                                                                 |                                                 |                  | kruis           |                                    | Landsrade  |                               |                                                                   |
| Dit oorlogsmonument op Wikidata | Herdenkingskruis Heeselsweg                                       | burgerslachtoffers                                                                     |                                                 | 27 november 2011 | kruis           | Heeselsweg                         | Gulpen     | 50° 49' 15" NB, 5° 52' 47" OL | Meer afbeeldingen                                                 |
| Dit oorlogsmonument op Wikidata | herdenkingsplaquette voor Sergeant Robert S. Haws                 | geallieerde militairen                                                                 |                                                 |                  | plaquette       | Dikkebuiksweg                      | Wijlre     | 50° 49' 60" NB, 5° 54' 23" OL | Meer afbeeldingen                                                 |
| Dit oorlogsmonument op Wikidata | oorlogsmonument Overgeul                                          | geallieerde militairen                                                                 |                                                 |                  |                 | Hoofdstraat                        | Mechelen   | 50° 47' 42" NB, 5° 55' 8" OL  | Meer afbeeldingen                                                 |
| Dit oorlogsmonument op Wikidata | Bevrijdingsmonument Slenaken                                      | bevrijding                                                                             |                                                 |                  |                 | Grensweg                           | Slenaken   | 50° 46' 5" NB, 5° 51' 44" OL  | Meer afbeeldingen                                                 |
| Dit oorlogsmonument op Wikidata | Monument eerste burgerslachtoffer bij de bevrijding van Nederland | burgerslachtoffers                                                                     |                                                 |                  | kruis           | De Planckweg                       | Schilberg  | 50° 45' 54" NB, 5° 50' 43" OL | Monument eerste burgerslachtoffer bij de bevrijding van Nederland |
| Dit oorlogsmonument op Wikidata | Bevrijdingsmonument Nijswiller                                    | burgerslachtoffers                                                                     |                                                 |                  | kruis           | Kerkstraat                         | Nijswiller | 50° 48' 30" NB, 5° 57' 29" OL | Meer afbeeldingen                                                 |